# Hydraecia nordstroemi
Hydraecia nordstroemi là một loài bướm đêm trong họ Noctuidae.